# Концерт для янголів
«Концерт для янголів» або «Крути. Концерт для ангелів» — громадський і культурно-мистецький захід в пам'ять Героїв Крут, проводився в Києві з 2005  по 2007 рік.
30 січня 2006 року в концерті брали участь українські гурти та виконавці «Кому Вниз», Марія Бурмака, Сестри Тельнюк, Тарас Чубай, «Мертвий півень», «Ті, що падають вгору», Тарас Компаніченко та інші. Концерт відбувся у київському Національному Академічному театрі ім. І. Франка.
Організаторами концерту «Крути. Концерт для ангелів» виступали Міністерство України у справах сім'ї, молоді та спорту; Київська міська рада; Головне управління у справах сім'ї та молоді КМДА; Український молодіжний центр; мистецьке агентство «Арт Велес».

## Однойменні та подібні проекти
- В 2000 році вийшов аудіо-диск з назвою «VA - Крути. Концерт Для Ангелів»[3].
- В 2012 році в Кіровограді відбувся восьмий музичний фестиваль «Монотипія духу, або легенда про студентське військо – 2012»[4][5].